# Microchilus haughtii
Microchilus haughtii är en orkidéart som beskrevs av Paul Ormerod. Microchilus haughtii ingår i släktet Microchilus och familjen orkidéer. Inga underarter finns listade i Catalogue of Life.